# Drama Queen
Chansons représentant le Danemark au Concours Eurovision de la chanson
Twist of Love
(2006) All Night Long
(2008)
Drama Queen (en français Reine du drame) est la chanson représentant le Danemark au Concours Eurovision de la chanson 2007. Elle est interprétée par DQ.

## Eurovision
La chanson du Danemark pour le Concours Eurovision de la chanson est choisie à l'issue du Dansk Melodi Grand Prix. Drama Queen est d'abord éliminée lors de la deuxième demi-finale puis repêchée et à la fin remporte le télé-crochet.
Sa sélection crée une petite polémique alors que le Danemark a voté un partenariat enregistré pour les couples de même sexe en 1989.
Elle ne sera pas alors la seule drag queen, elle sera accompagnée de Verka Serduchka qui représentera l'Ukraine avec Dancing Lasha Tumbai.
Comme le Danemark n'avait pas terminé le concours précédent dans les dix premiers, cette chanson est d'abord dans la demi-finale. Elle est la douzième de la soirée, suivant Hear My Plea interprétée par Frederik Ndoci pour l'Albanie et précédant Vjerujem u ljubav interprétée par Dragonfly feat. Dado Topić pour la Croatie.
À la fin des votes, elle obtient 45 points et finit dix-neuvième des vingt-huit participants. La chanson ne fait pas partie des dix premières chansons et est éliminée de la finale.

### Points attribués au Danemark
| 12 points          | 10 points         | 8 points  | 7 points      | 6 points   |
| ------------------ | ----------------- | --------- | ------------- | ---------- |
|                    |                   | - Islande | - Royaume-Uni | - Malte    |
| 5 points           | 4 points          | 3 points  | 2 points      | 1 point    |
| - Irlande - Israël | - Norvège - Suède | - Serbie  | - Andorre     | - Pays-Bas |